# Filles du Divin Zèle
Les Filles du Divin Zèle (en latin : Filiarum a Divino Zelo) sont une congrégation religieuse féminine de droit pontifical.

## Histoire
La congrégation est fondée le 18 mars 1887 à Messine par Annibale Maria Di Francia (1851 - 1927) pour le soin des orphelins. Le 7 juin 1895, les religieuses déménagent dans le monastère abandonné des cisterciens de Messine et choisissent Nazarena Majone (it) (1869 - 1939) comme première supérieure générale.
L'institut est reconnu de droit diocésain le 6 août 1926, il reçoit le décret de louange le 19 février 1935 et l'approbation finale du Saint-Siège le 18 juin 1943.

## Activités et diffusion
Les filles du Divin Zèle se dédient aux orphelins et aux enfants abandonnés ainsi qu'à la prière pour les vocations religieuses.
Elles sont présentes en :
- Europe : Albanie, Italie, Espagne.
- Amérique : Bolivie, Brésil, États-Unis, Mexique.
- Afrique : Cameroun, Rwanda.
- Asie : Corée du Sud, Inde, Indonésie, Philippines, Vietnam.
- Océanie : Australie.

La maison généralice est à Rome.
En 2017, la congrégation comptait 557 religieuses dans 78 maisons.